# 5652 Amphimachus
5652 Amphimachus este o planetă minoră (asteroid), cu un diametru de 53,921 km, din Asteroid troian al lui Jupiter. A fost descoperită pe 24 aprilie 1992 la Observatorul Palomar de Carolyn S. Shoemaker și a fost numită după Amphimachus⁠(d). 
Obiectul prezintă o orbită caracterizată de o semiaxă mare de 5,2093861 UAi, o excentricitate de 0,076, o înclinație de 1,89899 ° în raport cu ecliptica.